# Phare de Halfway Rock
Le phare de Halfway Rock (en anglais : Halfway Rock Light) est un phare actif situé sur Halfway Rock (ceb) un îlot à l'entrée sud du golfe du Maine dans le Comté de Cumberland (État du Maine). Il est situé à environ 5 kilomètres au large des premières îles côtières. 
Il est inscrit au Registre national des lieux historiques depuis le 14 mars 1988 .

## Histoire
La nécessité d'un phare sur Halfway Rock a été évoquée lorsque, en 1835, un navire appelé Samuel s'est échoué sur ce rocher pendant une tempête. Parce que l'îlot est peu visible à marée haute un jour calme, il devient difficile de le voir pendant les tempêtes. Cette demande pour un phare a été ignoré à Washington jusqu'à ce qu'en 1861, un navire s'échoue à nouveau sur Halfway Rock. Le nom Halfway Rock vient de la position du rocher qui se trouve à mi-chemin entre Cape Elizabeth et Cape Small (en), les extrémités sud-ouest et nord-est de Casco Bay, distantes d'environ 33 km.
La construction a commencé, mais a été retardée à maintes reprises en raison du manque de fournitures et du manque d'ouvriers. Dix ans plus tard, en 1871, la première lumière brillait enfin sur Halfway Rock. Les quartiers des gardiens étaient à l'origine dans la tour du phare. Le hangar à bateaux de 1888 contenait un espace de vie supplémentaire pour les gardiens dans son étage supérieur.
La lumière a été initialement produite par une lentille de Fresnel de troisième ordre avec, comme caractéristique, une lumière blanche fixe ponctuée par un flash rouge une fois par minute. Une cloche de brume a été installée en 1887. Elle a eu un peu de succès, mais comme la technologie continuait d'évoluer, la cloche a été remplacée par une corne de brume en 1905. Puisqu'il s'agissait d'un phare difficile d'accès, au milieu des années 30, les garde-côtes ont fait un appel d’offres pour le transport des équipes de gardien. En plus de cela, il y avait une piste d'atterrissage pour hélicoptère en cas d'urgence. La lumière a été automatisée en 1975 et les gardiens ont été enlevés.
Il ne reste que la tour du phare et l'ancien hangar à bateaux attenant, les autres bâtiments ayant été emportés par la Tempête de l'Halloween 1991. La vieille lentille de Fresnel se trouve maintenant au musée de l'United States Coast Guard Academy à New London. l'optique actuelle est une Balise VRB-25 (en). En 2007, le bâtiment en bois attenant a été gravement endommagé par les tempêtes. Le phare a été concédé sous licence à la American Lighthouse Foundation (en), qui a alors collecté des fonds pour sa restauration. Le phare de Halfway Rock a été vendu aux enchères pour 283.000 dollars en septembre 2014.

## Description
Le phare  est une tour cylindrique en bloc de granit, avec une galerie et une lanterne de 23 m de haut. La tour est non peinte et la lanterne est noire. Il émet, à une hauteur focale de 23,5 m, un éclat rouge de 0.5 seconde par période de 5 secondes. Sa portée est de 19 milles nautiques (environ 35 km).
Il est aussi équipé d'une corne de brume émettant deux blasts par période de 30 secondes, en continu.

## Caractéristiques dufeu maritime
Fréquence : 5 secondes (R)
- Lumière : 0.5 seconde
- Obscurité : 4.5 secondes

Identifiant : ARLHS : USA-364 ; USCG : 1-0040 - Amirauté : J0176 .

### Lien connexe
- Liste des phares du Maine